# Oslava
L'Oslava est une rivière de la Tchéquie longue de 99 km et un affluent de la Jihlava, donc sous-affluent du Danube par la Svratka, la Thaya et la Morava.

## Géographie
Elle prend sa source dans les monts de Bohême-Moravie à une altitude de 567 m et se jette dans la Jihlava.
La rivière arrose successivement les villes de :
- Ostrov nad Oslavou
- Radostín nad Oslavou
- Velké Meziříčí
- Náměšť nad Oslavou
- Oslavany
- Ivančice

## Source
- (en) Cet article est partiellement ou en totalité issu de l’article de Wikipédia en anglais intitulé « Oslava » (voir la liste des auteurs).